# Rute pri Moščah
Rute pri Moščah (nemško Kreuth ob Möschach) je naselje občine Šmohor - Preseško jezero v okraju Šmohor na Koroškem v Avstriji.